# Chrioloba apicata
Chrioloba apicata är en fjärilsart som beskrevs av Louis Beethoven Prout 1914. Chrioloba apicata ingår i släktet Chrioloba och familjen mätare. Inga underarter finns listade i Catalogue of Life.